# Refuge de Chabournéou
Le refuge de Chabournéou se trouve dans le Valgaudemar, sur un promontoire rocheux sur les contreforts du Sirac, à 2 020 m d'altitude. L'accès se fait à pied, en 2 h, à partir d'un parking situé 500 mètres avant le chalet du Gioberney.

## Ascensions
- Le Sirac
- Le pic Jocelme
- La pointe de Chabournéou
- Le pic du loup
- Randonnée vers le refuge de Vallonpierre par le sentier des balcons de Chabournéou.

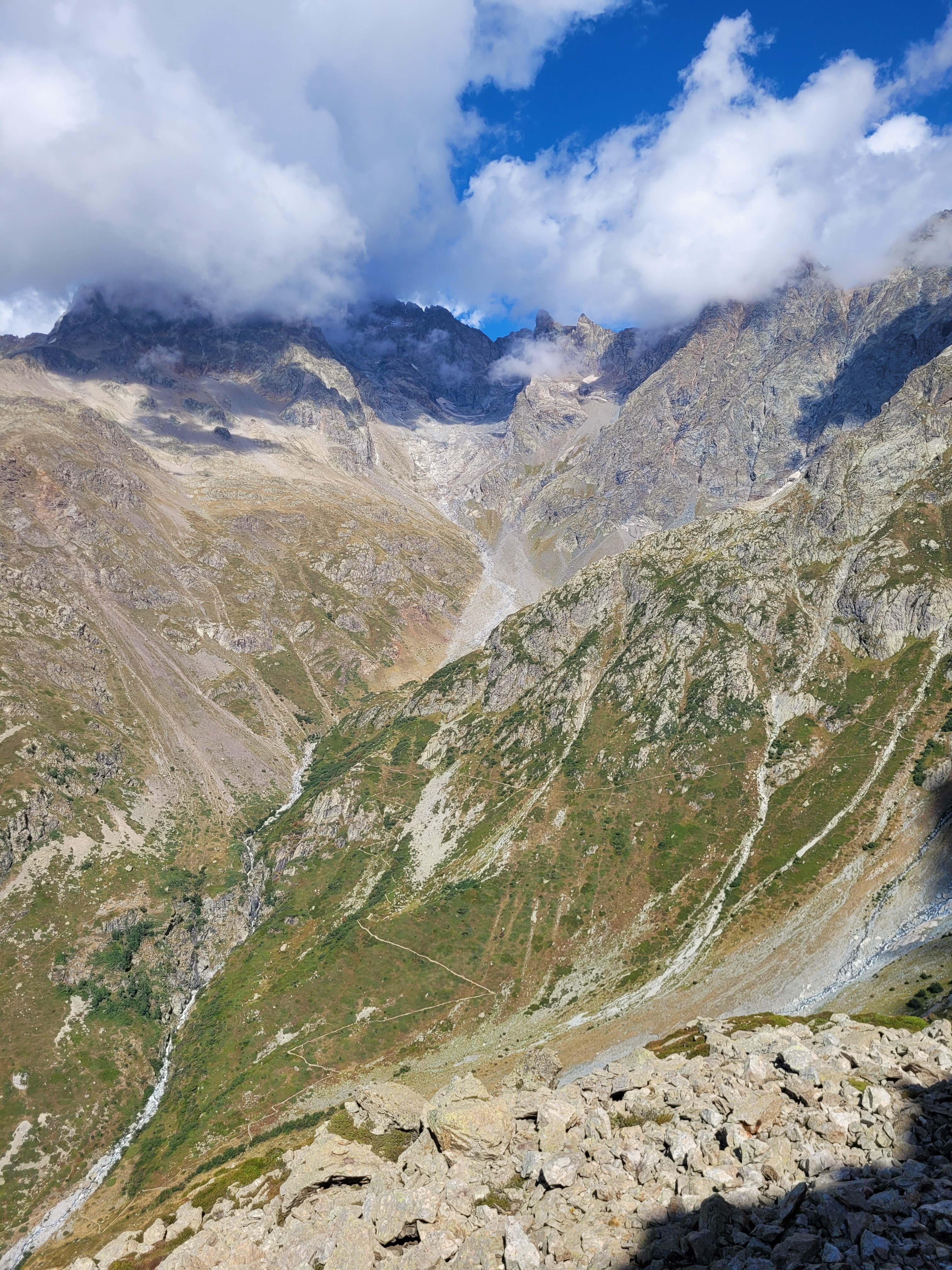
Le refuge de Chabournéou est situé à l'intersection de deux chemins visibles sur cette photo : celui menant au refuge de Gioberney et celui menant au refuge de Vallonpierre.
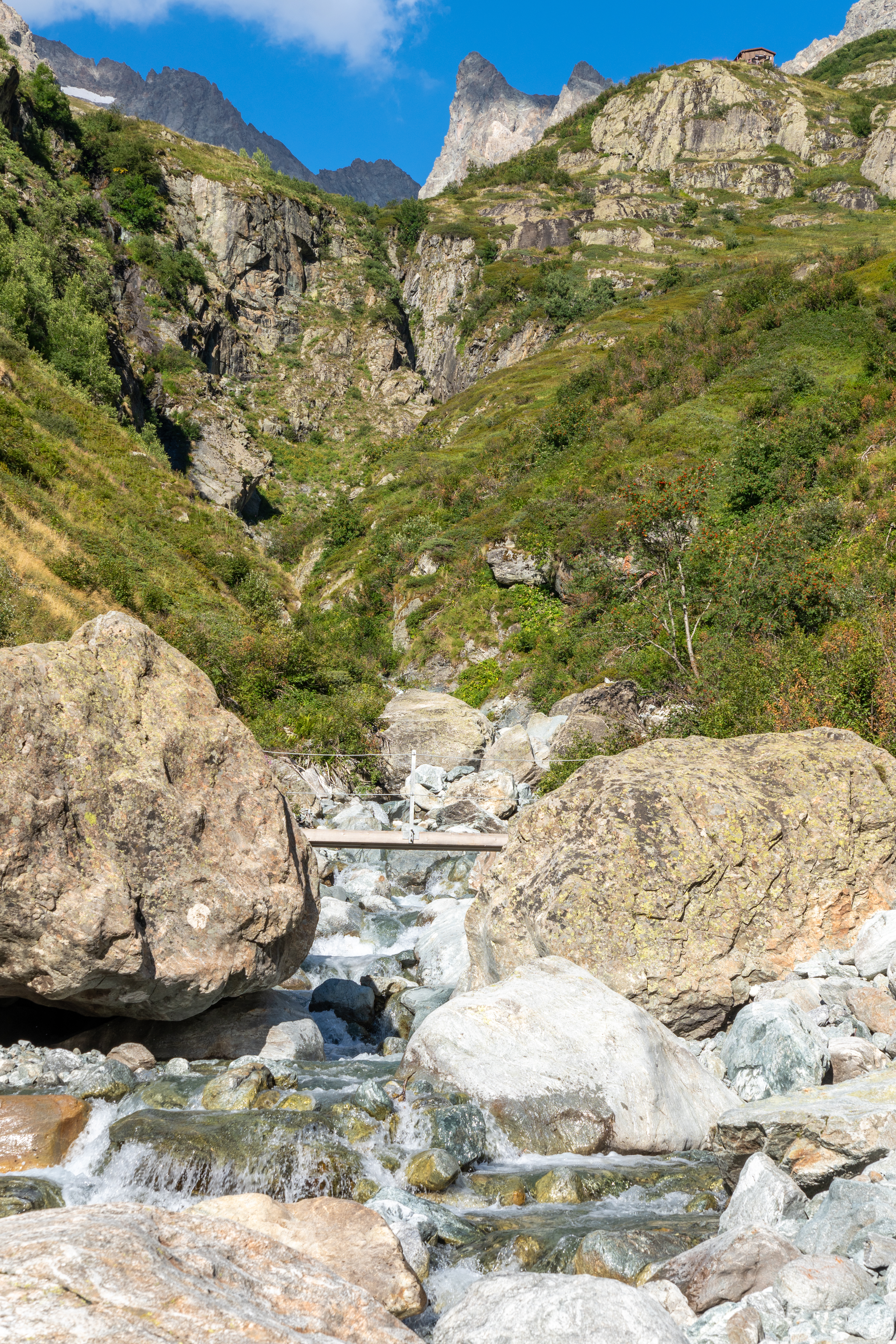
Le refuge de Chabournéou (visible en haut de cette photo) est situé à flanc de montagne. Au premier plan le torrent de la Séveraisse et en arrière-plan les pics du Loup.
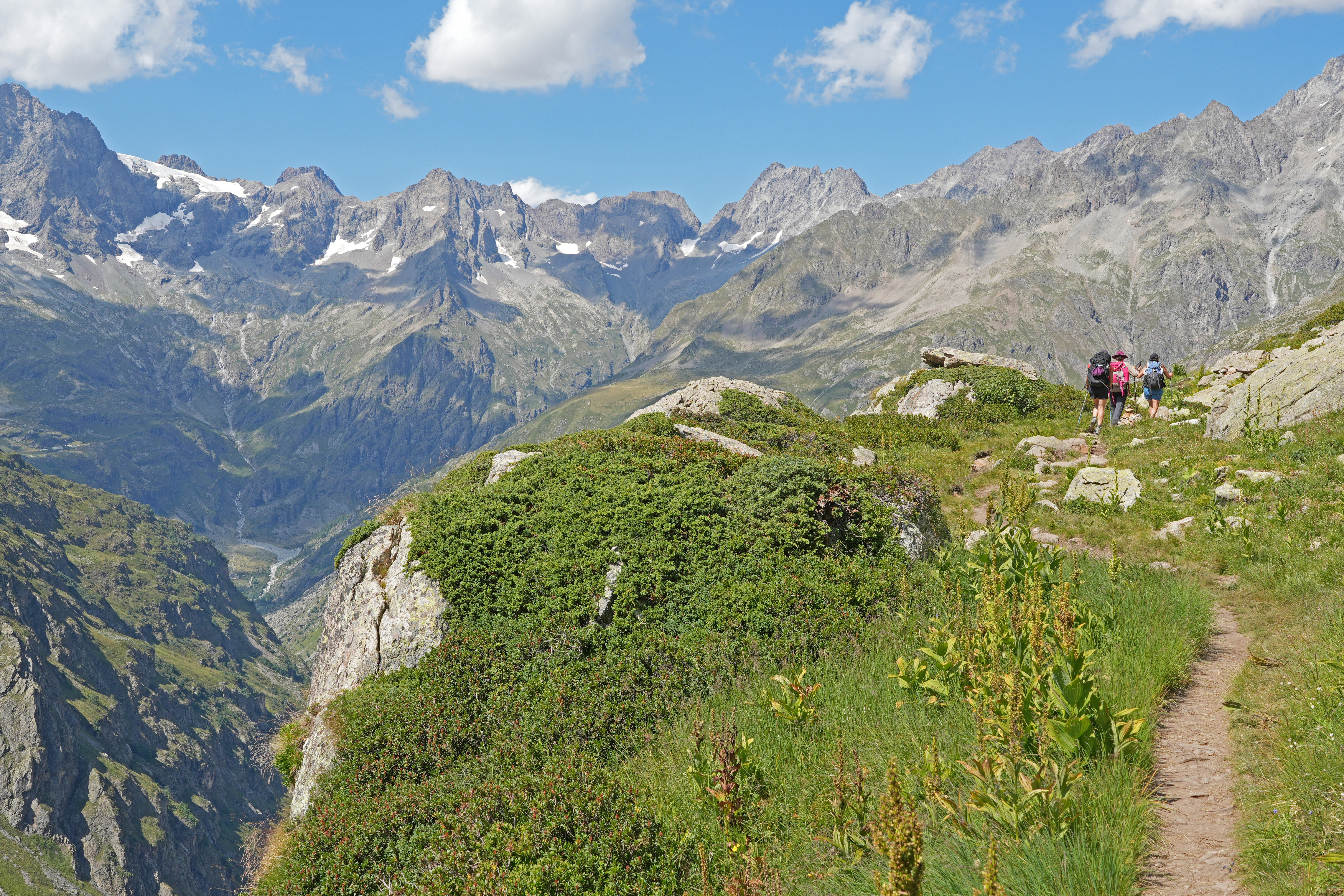
Chemin menant du refuge de Vallonpierre à celui de Chabournéou.